# Nennleistung
Als Nennleistung wird die vom Hersteller angegebene („genannte“) Leistung eines Geräts, einer Anlage, mithin eines elektrischen Verbrauchers oder eines anderen Energiewandlers (Generator, Hydraulikmotor, Wärmekraftmaschine) bezeichnet, die diese umsetzen (aufnehmen) oder generieren (abgeben) können.
Die Nennleistung einer Anlage zur Erzeugung von Strom ist die Dauerleistung, für die sie gemäß den Liefervereinbarungen bestellt ist (Deutschland: StromStG). Die Dauerleistung einer Anlage ist die höchste Leistung, die bei einem bestimmungsgemäßen Betrieb ohne zeitliche Einschränkung erbracht wird und ihre Lebensdauer und Sicherheit nicht beeinträchtigt. Ist die Nennleistung nicht eindeutig nach Bestellunterlagen bestimmbar, so ist für eine Neuanlage einmalig eine bei Normalbedingungen gemäß den Fachnormen für Abnahmemessungen erreichbarer Leistungswert zu bestimmen. Bei Anlagen der Kraft-Wärme-Kopplung ist die Nennleistung die elektrische Nennleistung.
Die Nennleistung ist für die gesamte Lebensdauer der Anlage verbindlich. Nennleistungsänderungen sind nur bei wesentlichen Änderungen der Nennbedingungen und bei konstruktiven Maßnahmen an der Anlage zulässig. Die Nennleistung einer Anlage darf nicht an eine vorübergehende Leistungsänderung angepasst werden. Auch darf keine Änderung der Nennleistung vorgenommen werden bei Leistungsabsenkungen als Folge oder zur Vermeidung von Schäden sowie wegen Alterung, Verschleiß oder Verschmutzung. Ebenso hat auch eine Plombe am Leistungsregler als Begrenzung der Leistungsabgabe keine Auswirkungen auf die Nennleistung.
Der Betreiber der Anlage hat eine Herabsetzung der Nennleistung durch geeignete Unterlagen (z. B. Gutachten, behördliche Anweisungen) gegenüber dem Hauptzollamt nachzuweisen.
Meist wird als Nennleistung die maximal im Dauerbetrieb erreichbare Leistung angegeben. Bei Geräten, die nur für den Kurzzeitbetrieb geeignet oder ausgelegt sind (z. B. Lötpistolen, Handbohrmaschinen, Stabmixer), wird jedoch oft die Momentan- oder Maximalleistung angegeben. Diese darf nur über die auf dem Typenschild in der Form von „KB xx min“ angegebene Kurzbetriebszeit (KB-Zeit) abgerufen werden.
Ob es sich bei der Nennleistung um die aufgenommene oder die abgegebene Leistung handelt, ist nicht einheitlich festgelegt. Es lassen sich jedoch Geräte- und Anlagentypen unterscheiden, bei denen üblicherweise die aufgenommene oder die abgegebene Leistung als Nennleistung angegeben wird.

## Nennleistung bezeichnet die aufgenommene Leistung
Wenn mit der Nennleistung die aufgenommene Leistung gemeint ist, wird auch der Begriff „Leistungsaufnahme“ gebraucht:

Die vom Gerät abgegebene Leistung ist um den Wirkungsgrad kleiner.

Beispiele sind Staubsauger, elektrische Hand- und Küchengeräte usw. Bei Handbohrmaschinen wird sogar oft die maximal aufgenommene elektrische Leistung bei Stillstand des Bohrfutters angegeben.

Bei Lautsprechern und Lautsprecherboxen hat sich die Bezeichnung Nennleistung für die maximal zulässige Daueraufnahmeleistung bei Speisung mit einem rosa Rauschen nach DIN 45324 durchgesetzt.

## Nennleistung bezeichnet die abgegebene Leistung
Unter anderem bei Motoren, Getrieben, Kraftwerken, Transformatoren, Generatoren (auch Kfz-Lichtmaschine und Fahrraddynamo) und Wechselrichtern wird meist die abgegebene elektrische oder mechanische Leistung als Nennleistung angegeben. Das heißt, bei Turbinen oder Ottomotoren, die einen Propeller antreiben, ist die Nennleistung die auf der Welle abgegebene mechanische Leistung. (Abweichend davon wird jedoch bei Raketen- und Strahlturbinentriebwerken anstelle einer Leistung der Schub angegeben, das heißt, die von diesen Antrieben unter bestimmten Bedingungen entwickelte Kraft.)
Bei Photovoltaikanlagen wird die abgegebene elektrische Leistung unter standardisierten Testbedingungen (Bestrahlungsstärke 1000 W/m², Modultemperatur 25 °C) angegeben. Häufig wird diese durch die Angabe „Watt Peak“ gekennzeichnet.
Bei Heizungen und anderen Wärmeerzeugern wird als die Nennwärmeleistung die im Dauerbetrieb erreichbare maximale Wärmeleistung (Wärmeabgabe) angegeben.
Die Nennleistung von Funksendern ist die Leistung des Hochfrequenzsignales am Ausgang bei Anschluss der Nennimpedanz (üblicherweise 50 Ohm, 60 Ohm oder 75 Ohm).
Bei Audioverstärkern hat sich als Nennleistung die maximal lieferbare elektrische Leistung in eine definierte Lastimpedanz (üblicherweise 2 … 8 Ohm) bei Speisung mit einem rosa Rauschen nach DIN 45324 durchgesetzt. Die Angabe PMPO bezeichnet dagegen die Spitzenleistung, die nur im Millisekundenbereich abgegeben werden kann, ohne dass der Verstärker geschädigt wird. Sie ist für die Beurteilung der Musikwiedergabe weitgehend irrelevant. (Früher wurde die Nennleistung von Audioverstärkern in Form der Sinusleistung und der so genannten Musikleistung angegeben. Sie gaben die Dauerleistung bei einem Dauerton bzw. die kurzzeitige maximale Aussteuerbarkeit an der Lautsprecher-Nennimpedanz wieder.)

## Nennbelastung
Bei allen Geräten, die Energie aufnehmen, umwandeln und in anderer Form wieder abgeben, ergibt das Verhältnis der Eingangsleistung zur Ausgangsleistung den Wirkungsgrad. Die Differenz ist die Verlustleistung.
Speziell bei Wärmeerzeugern auf Verbrennungsbasis (Heizkesseln) wird die Wärmeausgangsleistung kurz als Wärmeleistung und die Wärmeeingangsleistung als Wärmebelastung bezeichnet.
Die Nennbelastung ist entsprechend die einem Wärmeerzeuger stündlich zugeführte Wärmemenge, der bei Nennleistung arbeitet. (Berücksichtigt wird dabei der untere Heizwert des Brennstoffs.)